# 天鵝座V1334
天鵝座V1334，又名BD+37 4271，HD 203156、SAO 71203、HR 8157，是天鵝座的一颗恒星，视星等为5.83，位于銀經83.62，銀緯-7.95，其B1900.0坐标为赤經21h 15m 22.8s，赤緯+37° -7.95′ 55″。